# ليلى طرابي
ليلى طرابي (بالفرنسية: Laila Traby)‏ (مواليد 26 مارس 1979) هي عداءة فرنسية. فازت بميدالية برونزية في بطولة أوروبا 2014 في زيورخ في سباق 10000 متر. بعد ثلاثة أشهر من البطولة، عثرت عليها الشرطة مع EPO في شقتها أثناء التدريب في جبال البرانس. خضعت بعد ذلك لاختبار المنشطات.
بدأت مسيرتها الرياضية في معهد الرياضة بالرباط.قالت أن أصولها الصحراوية لم تسمح لها بالتقدم.واتهمت الاتحاد المغربي لألعاب القوى بحرمانها من مجموعة من الألعاب العربية في عام 2004 بإضافة ثانية إلى وقت تصفياتها. هاجرت إلى فرنسا بدون وثائق، في عام 2005 وتم تجنسها في عام 2013.
بدأت مسيرتها الفنية حقًا في عام 2013، عندما فازت بالميدالية الفضية للفريق في بطولة أوروبا للتقاطعات 2013.
في غضون عام، فاجأت الجميع بتحسين ما يقرب من ثلاث دقائق سجله أكثر من 10 كم، من 34 دقيقة 36 ثانية إلى 31 دقيقة 56 ثانية.
في عام 2014، فازت بلقب بطل فرنسا في 5000 متر. وبعد شهر في بطولة أوروبا الرياضية، فازت بالميدالية البرونزية في سباق 10000 متر.
في 7 نوفمبر/ تشرين الثاني، داهمت الشرطة الشقة التي كانت تشغلها طرابي حيث عاشت خلال فترة تدريب في فونتروميو، وهو مكان للتدريب على ارتفاعات عالية للعدائين الفرنسيين. تركت عدة أمبولات ومحاقن EPO في الثلاجة. وفقًا لصحيفة لوموند فإن الرياضي لم يقل أنها كانت قبل البدء في التحدث باللغة العربية فقط، ورفض التوقيع على أي أوراق.
قاد هذا الشرطة إلى مكان احتجازها.أكد اختبار الدم وجود EPO في جسدها.قالت إنها كانت «ضحية مؤامرة»، لأن EPO لا يمكن إعطاؤه عن طريق الحقن في الوريد.
في 18 مايو 2015، تم تعليقها لمدة ثلاث سنوات من قبل الوكالة الفرنسية لتعاطي المنشطات.

## روابط خارجية
- ليلى طرابي على موقع الاتحاد الدولي لألعاب القوى (الإنجليزية)
- ليلى طرابي على موقع الاتحاد الفرنسي لألعاب القوى (الفرنسية)